# Dois-espíritos
Dois-espíritos (também "espíritos-duplos", ou "212") foi um termo criado em 1990 para se referir a nativos da América do Norte que desempenham um dos muitos papéis de gênero mistos tradicionalmente encontrados entre muitas tribos indígenas nativas da região. Tradicionalmente os papéis incluíam vestir roupas e executar o trabalho de ambos os gêneros, masculino e feminino. O termo usualmente implica um espírito masculino e outro feminino vivendo no mesmo corpo e foi cunhado pelos gays, lésbicas, bissexuais e transgêneros canadenses e estadunidenses nativos da atualidade para descrever a si próprios e os papéis tradicionais que eles reivindicam. Existem muitos termos indígenas para esses indivíduos nas várias línguas indígenas americanas, sendo que "aquilo que genericamente estudiosos se referem como 'diversidade de gênero dos nativos americanos' foi uma instituição fundamental na maior parte dos povos tribais".

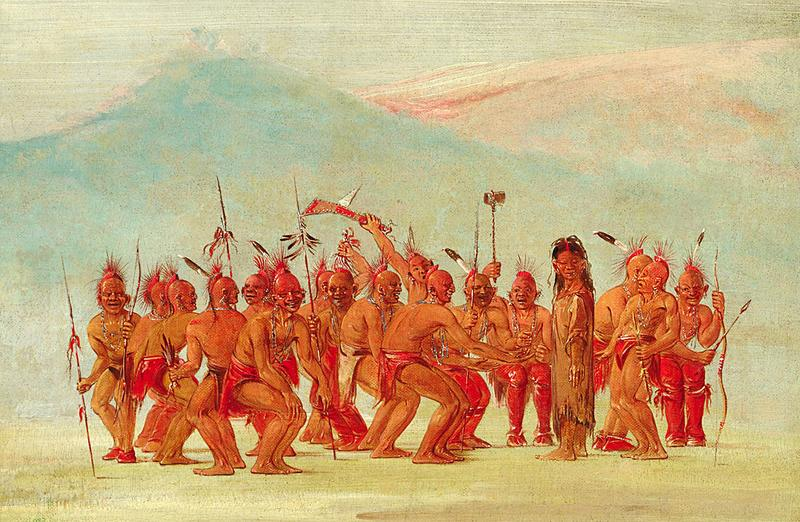
Desenho de George Catlin representando indígenas da América do Norte em dança cerimonial de celebração de uma pessoa dois-espíritos.

A existência de pessoas desse tipo era algo corrente na maioria das tribos', e, segundo Will Roscoe, pessoas dois-espíritos corporificando masculino e feminino foram "documentadas em mais de 130 tribos, em todas as regiões da América do Norte, entre cada tipo de cultura nativa".

## Ver também

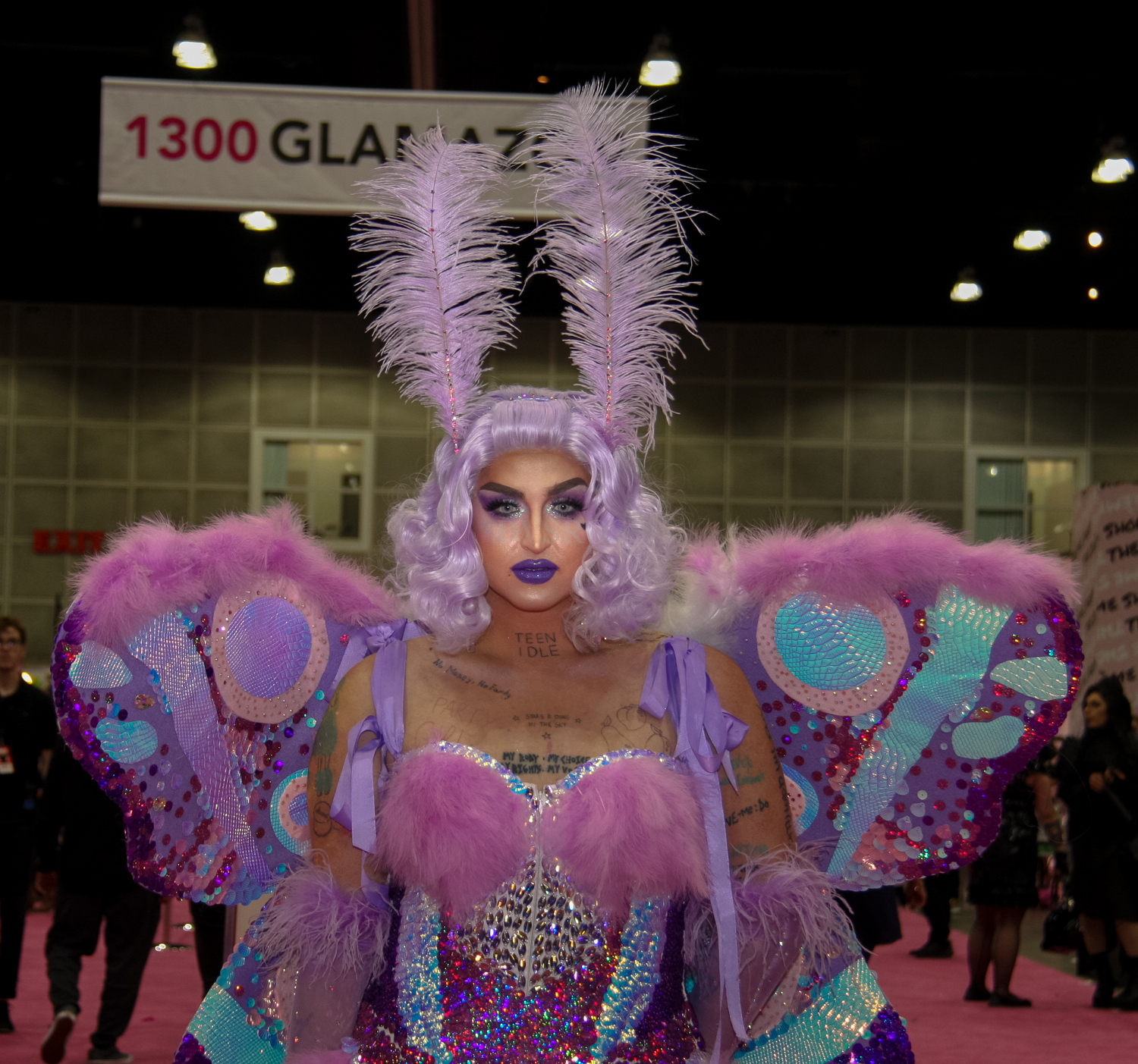
Drag queen canadense Ilona Verley na DragCon 2019, que ocorreu em Los Angeles. Ela participou da primeira temporada de Canada's Drag Race, sendo a primeira competidora das Primeiras Nações (especificamente Nlaka'pamux); assim como a segunda dois-espíritos em todas as franchises do reality.